# بهداشت نژادی

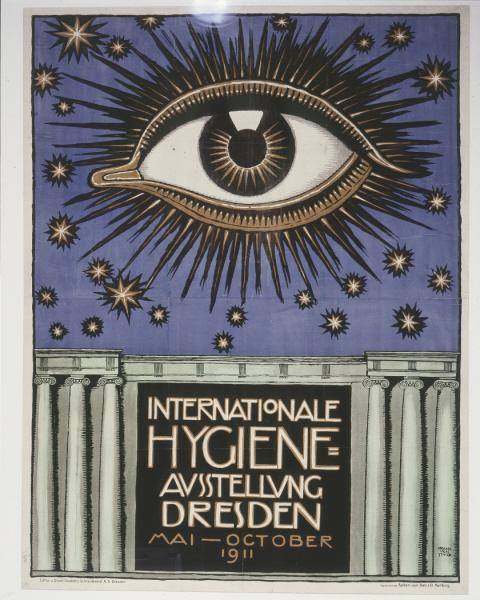
نمایشگاه بین المللی بهداشت، پوستر تبلیغاتی 1911

اصلاح نژادی نوعی حرکت از سوی هیتلر با شعار نژاد ژرمن (آریایی) نژاد برتر بود که بر اساس آن اگر پزشکان متخصص درDNA متوجه جهشی در فردی می‌شدند که ممکن بود در نسل‌های آینده بروز کند، (به صورت عقب‌ماندگی ذهنی و از این قبیل) اجازه داشتند آن فرد را عقیم کنند تا از نژاد پاکی بر خوردار باشد. هیچ فرد ژرمنی تحت هیچ شرایطی اجازهٔ ازدواج را با بیگانگان نداشتند که البته با مخالفت‌هایی مواجه شد ولی مخالفان به شدت سرکوب شدند. این حرکت چندان عمر نکرد.